# Shōchū (boisson)
Pour les articles homonymes, voir Shōchū.
Le shōchū (焼酎, lit. « liqueur distillée ») est une boisson spiritueuse japonaise distillée constituée d'eau, d'un ferment appelé kōji et d'un ingrédient principal variant suivant les régions. Parmi les plus communs, on retrouve la patate douce, l'orge, le riz, le sarrasin et le sucre brun. Cette eau-de-vie, qui se boit de multiples manières, contient de 25 % à 43 % d'alcool.
Le shōchū est principalement produit dans le Sud-Ouest du Japon, sur l'île de Kyūshū et dans la préfecture d'Okinawa depuis plus de cinq cents ans (le saké, bien plus ancien, remonte à la période Yayoi). Populaire, sa consommation et sa production sont maintenant en déclin dans l'archipel.

## Histoire
Le shōchū serait entré au XVe siècle au Japon depuis la Chine par les îles Ryūkyū, un royaume indépendant à l'époque, ou de Corée via l'île Iki, avant de s'étendre à l'île de Kyūshū. La Corée possède en effet depuis sept cents ans un spiritueux appelé soju, distillé à base de riz mais aussi d'autres ingrédients contenant de l'amidon. Le shōchū s'appelle à cette époque arrak. Au départ, le shōchū est produit à base de riz, avant que les ingrédients ne se diversifient en raison des conditions de culture propres à différentes régions. Jorge Alvarez, commerçant portugais, décrit en 1546 un « spiritueux à base de riz dans la région de Yamagawa », qui correspond de nos jours à la ville d'Ibusuki. La première trace écrite du mot shōchū date de 1559 et se trouve au temple Koriyama Hachiman de la ville d'Isa dans la préfecture de Kagoshima. Trois indications géographiques sont créées en 1995 : Iki (壱岐), Kuma (球磨) et Ryukyu (琉球). Il s'agit du premier alcool à avoir droit à cette appellation,. Satsuma (薩摩) et Tokyo Shimazake (東京島酒), le shōchū de « l'île de Tokyo » sont ajoutées respectivement en 2005 et 2024. Certaines indications géographiques ont été revues en 2018 et 2020.

## Géographie

Régions et préfectures du Japon avec, en gris au Sud-Ouest, Kyūshū et Okinawa.

Le shōchū est principalement produit dans le Sud-Ouest du Japon sur l'île de Kyūshū et dans la préfecture d'Okinawa, deux régions qui regroupent près de 350 distilleries. 29.5 % de la production provient de la préfecture de Miyazaki.
La nature du shōchū varie suivant les lieux de production et on dénombre cinq indications géographiques (IG) désignées par le commissaire de l'agence nationale des impôts. Des règles spécifiques sont décrites pour chaque IG de shōchū, comme l'utilisation d'une eau locale. L'IG Iki (壱岐) est produit dans la ville éponyme de Iki dans la préfecture de Nagasaki. Ce shōchū doit être réalisé à Iki, à partir d'orge, d'un kōji de riz dans une proportion deux fois inférieure. Le Kuma (球磨) provient du district de Kuma et de la ville de Hitoyoshi. L'ingrédient principal est du riz japonais, et le kōji est aussi réalisé à partir de riz japonais. Dans la préfecture d'Okinawa, on retrouve l'indication géographique Ryukyu (琉球) ou Ryukyu Awamori qui doit être distillé à partir de kōji de riz utilisant la moisissure noire de kōji. L'awamori, qui n'est produit qu'à Okinawa, est considéré comme un peu à part. Il est réalisé à partir de riz indica aux grains longs et non japonica comme le shōchū ou le saké. L'IG Satsuma (薩摩) est réalisé à partir de patate douce provenant de la préfecture de Kagoshima, dont sont exclus la ville d'Amami et le district d'Oshima. Le kōji peut provenir de patate douce ou de riz. Le Tokyo Shimazake (東京島酒) provient de l'archipel d'Izu à plusieurs centaines de kilomètres de la baie de Tokyo. L'appellation est composée de trois types de shōchū, tous faits à partir d'un kōji d'orge : patate douce, orge ou mélange de patate douce et d'orge.

## Distillation
Le shōchū est une boisson alcoolisée produite par distillation, proche du soju coréen. Il se distingue du saké, autre alcool caractéristique du Japon, obtenu lui par fermentation et uniquement à base de riz. Le shōchū est fabriqué à partir d'un ingrédient principal variable, d'eau et d'un ferment appelé kōji. 54 ingrédients sont autorisés par l'administration fiscale au Japon. Les plus répandus sont la patate douce (imo shōchū) ainsi que l'orge (mugi shōchū), qui représentent à eux deux 85 % des shōchū produits. Viennent ensuite le riz (kome shōchū, 6,5 % de la production), le sarrasin (soba shōchū), le sucre brun (kokuto shōchū). Dans les matières premières moins communes, on retrouve la châtaigne, le lie de saké, le champignon shiitaké, le petit-lait, le thé vert ou l'algue wakamé.
La préparation est réalisée par les kura, nom donné aux brasseries de shōchū et de saké, sous la supervision du Toji, qui correspond au rôle de maître de chai. Pour commencer, le kōji est préparé pendant deux à trois jours, avec du riz généralement, mais parfois de l'orge ou de la patate douce, auquel on ajoute un champignon appelé le kōji-kin. Il en existe trois sortes : blanc, noir et jaune. Le premier est majoritairement utilisé pour la préparation du shōchū, le second pour celle de l'awamori et le dernier est destiné au saké dans le Nord du Japon à cause de sa grande sensibilité aux températures. En libérant des enzymes, ce kōji-kin entraine la saccharification de l'amidon, c'est-à-dire sa transformation en sucres fermentescibles. La fermentation d'un mélange de kōji et d'eau pendant environ cinq jours permet l'obtention d'une petite quantité de moût d'amorçage appelé premier moromi. La formation d'une quantité suffisante de levure prévient la contamination du moût,.
L'ingrédient principal, lui, est lavé, préparé (épluché, décortiqué ou même poli en fonction de sa nature) puis cuit à la vapeur. Il est ensuite broyé puis mélangé à de l'eau, donnant ainsi le moromi secondaire. Les deux moromi sont finalement assemblés pour fermenter pendant une dizaine de jours. Le moromi titre alors à environ 15°. Vient l'étape de la distillation dans un alambic en bois, cuivre ou Inox. L'agence nationale des impôts précise l'utilisation d'un alambic charentais, dit pot still pour la préparation des shochu sous indication géographique. Le shōchū est vieilli en moyenne trois ans dans des jarres en argile appelées kame, des pots émaillés, quelquefois dans des « barriques de brandy ou d'anciens fûts de cognac »,.
Les shōchū maturés plus de trois ans sont appelés kochu. On distingue deux types de shōchū selon leur distillation : distillation unique appelée honkaku (« authentique ») ou otsurui, et distillation multiple appelée kōrui . Les honkaku shōchū développent beaucoup plus d'arômes, qui correspondent à l'ingrédient principal utilisé. À l'inverse les kōrui shōchū, qui sont produits industriellement, perdent en saveur ce qu'ils gagnent en taux d'alcool. Leur distillation en continue les rapproche plus du soju coréen et de la vodka. Il a d'ailleurs déjà été appelé vodka japonaise. Le produit peut être embouteillé genshu, s'il n'est pas dilué ce qui donne un alcool aux saveurs marquées, au taux d'alcool plus élevé mais qui ne dépasse pas les 45°,. Généralement on dilue le shōchū jusqu'à 25°.

## Consommation
Le shochu est très populaire au Japon, il s'agit du deuxième alcool le plus consommé après la bière. Il est plus consommé en automne et en hiver et est souvent présent lors de festivités. Comme le vin, le shōchū peut se consommer au long d'un repas. Il existe de multiples manières de le boire : sec, dilué avec de l’eau froide (mizuwari), chaude (oyuwari) ou pétillante (sodawari). L'oyuwari se réalise en remplissant un verre froid de deux volumes d'eau chaude avant un volume de shōchū. L'alcool peut aussi être monté à 45°C dans une théière appelée  kurojoka. Les chūhai (pour shōchū highball) peuvent s'acheter directement en canettes et sont un mélange de korui shōchū  et de soda. À l'étranger, le shōchū est popularisé par des cocktails originaux.

## Économie
Le shōshū subit une baisse de sa consommation au Japon, après avoir atteint son apogée en 2000 et un pic en 2007,. Délaissé par les jeunes, il pâtit d'une image de boisson désuète mais aussi « d'alcool fort bon marché ». Sa production est passée de 497,5 à 368,5 millions de litres en 10 ans, entre 2012 et 2022. La chambre de commerce du Japon, l’Organisation japonaise du commerce extérieure (avec la campagne « Kokushu ») et même l’agence des impôts sont mobilisées pour favoriser l'exportation du shōchū.
Actuellement, 1 % de la production est destinée à l'étranger, majoritairement l'Asie de l'Est, la Chine, les États-Unis et l'Europe,. En 2021, les ventes à l'étranger représentent 1,5 milliard de yens, soit environ 11,6 millions d'euros à ce moment. En 2020, le gouvernement de Yoshihide Suga entend faire remonter les ventes d'awamori et de shōshū haut de gamme à 4 milliards de yens d'ici à 2025, grâce à une nouvelle campagne promotionnelle.
La France est particulièrement prisée pour l'exportation car elle est familière du « terroir », un mot qui a basculé dans la langue japonaise. Et l'intérêt est réciproque, car les événements autour de cette eau-de-vie se font plus nombreux en France.
Au Japon, les distilleries s'adaptent à la crise en produisant d'autres alcools comme du gin (la méthode de fabrication étant la même), du rhum, du saké ou encore du whisky à base de riz,. Le tourisme est aussi promu dans l'archipel, avec des visites de distilleries et des dégustations.